# Encyclopædia of Religion and Ethics
L'Encyclopædia of Religion and Ethics è un'opera in 12 volumi ed un ulteriore volume di indice generale, pubblicata a cura di James Hastings fra il 1908 e il 1927, con il contributo di decine di studiosi.
Oltre ad argomenti a carattere religioso, vengono trattati altri soggetti tematici, quali: folklore, mito, rituale, antropologia, psicologia.
I primi editori furono la T&T Clark di Edimburgo e la Charles Scribner's Sons negli Stati Uniti.
Diversi volumi sono consultabili gratuitamente e in modalità integrale su Google Books e nell'Internet Archive.
Nel 2003, la Kessinger Publishing realizzò una ristampa in 24 volumi senza l'indice (volume 13) Varda Books ha pubblicato un'edizione online per utenti in abbonamento.